# Hello Kitty (série)
Hello Kitty (HelloKitty, [ハローキティ] Erro: {{japonês}}: transliteration text not Latin script (pos 1: $2) (ajuda); Harōkiti) é uma série de um universo fictício apresentado pela personagem principal Hello Kitty, criada pela empresa japonesa Sanrio.

## Séries animadas e animes
- Hello Kitty's Furry Tale Theater (O Teatrinho da Hello Kitty no Brasil) é uma série animada criada por Michael Maliani. A série envolveu ela e seus amigos fazendo sua própria versão dos contos de fadas populares e histórias. Cada um dos 13 episódios consistiu de dois desenhos animados de 11 minutos, para um total de 26 "mostrados". Cada show era uma paródia de um conto de fadas bem conhecido ou um filme. A série estreou originalmente em 1987. A série estreou em 6 de setembro de 1993, ás 11:30 da manhã no horário ET/PT, no canal Nick Jr. da Nickelodeon nos Estados Unidos.

- Hello Kitty and Friends é uma série de anime OVA que foi exclusivamente em vídeo no Japão em 1994. Ele também foi ao ar em Toon Disney nos Estados Unidos e no Canadá em YTV em 1997. Na série, Kitty é uma gatinha que mora com sua mãe, pai e irmã gêmea Mimmy, que é idêntica a Kitty, mas tem roupas de cores diferentes e usa um laço amarelo sob o ouvido oposto. Apenas 13 episódios foram importados para os EUA:

1. Cinderella (1993)
2. Snow White (1993)
3. The Circus Comes to Town (1992)
4. The Day the Big Clock Stopped (1992)
5. Alice in Wonderland (1993)
6. Heidi (1993)
7. The Dream Thief (1992)
8. The Wonderful Sisters (1992)
9. The Sleeping Princess (1991)
10. The Prince in his Dream Castle (1992)
11. Santa's Missing Hat (1992)
12. Mom Loves Me After All (1992)
13. The Magic Apple (1992)

- Hello Kitty's Paradise (O Paraíso de Hello Kitty no Brasil ou Olá Kitty em Portugal) (キティズパラダイス, Kitizu Paradaisu) é uma série de anime produzida pela Sanrio estreou em 1999 até seu término em 2011 no Japão e teve 16 episódios agrupados em 2 episódios consecutivos de 11 minutos. Saban Entertainment (que também possuía os direitos do home media para Hello Kitty and Friends) adaptou os curtas da terceira temporada para uma série de televisão nos EUA. A série foi o mais antigo programa semanal para crianças na história da TV Tokyo, e foi ao ar nas manhãs de terça-feira às 7:30 da manhã, ao longo de seus 12 anos de duração. Após o final da série em 29 de março de 2011, foi imediatamente substituído por Pretty Rhythm Aurora Dream em seu intervalo de tempo em 9 de abril de 2011. Em Portugal, a série foi emitida pelo 2:[1] e distribuída através de DVD's pela editora Prisvideo.[2] No Brasil, foi distribuída através de DVD's pela LW Editora.[3][4]

- Hello Kitty's Animation Theater é uma série de anime de 2000 produzido por ADV Films.

- Hello Kitty: Vila da Floresta (Hello Kitty's Stump Village) é uma série de animação de argila de 2004. É licenciada pela Funimation na América do Norte. Ao contrário de outras séries, não há diálogo neste. Em vez disso, o narrador conta os eventos dos episódios.

- Hello Kitty: Paralelulu e a Floresta da Maçã (ハローキティ りんごの森とパラレルタウン, Harō Kiti Ringo no Mōri to Parareru Taun) é uma série de anime da trilogia Hello Kitty: Ringo no Mori produzida pela Sanrio e transmitida na TV Tokyo do Japão entre 2 de outubro de 2007 até 25 de março de 2008. Em Portugal esta série chegou através de DVD distribuído pela Prisvideo.[5][6] Kitty segue Mimmy até a Floresta da Maçã e cai em um buraco que leva em um mundo paralelo idêntico na aparência ao mundo onde vive Kitty. Assim que regressa à casa Kitty descobre que este mundo é habitado por seres humanos com asas transparentes e faz amizade com Emily: uma supermodelo popular. Juntas, elas partem em busca de Mimmy, mas são dificultadas pela Akuro: uma gata malvada.

- The Adventures of Hello Kitty and Friends (Em chinês tradicional: Hello Kitty 愛漫遊) (Conhecida como As Aventuras de Hello Kitty e os Amigos em Portugal e As Aventuras de Hello Kitty e Amigos no Brasil) é uma série animada em 3D computadorizada, sobre a protagonista Hello Kitty e outros personagens da empresa japonesa Sanrio. Foi produzida em 2006 pela Sanrio Digital e Dream Cortex e distribuída pela Sanrio Digital. É composta por 52 episódios e trata sobre a felicidade, família e amizade. Estreou em 16 de fevereiro de 2008 no TVB Jade da China. Em Portugal, a série foi emitida pela RTP2.[7] No Brasil, a série estreou no dia 1 de janeiro de 2015 no Boomerang.[8][9]

- Growing Up With Hello Kitty é uma série de anime OVA,  foi exclusivo para DVD em 2012, atualmente disponível em dois volumes, apresentando Hello Kitty e sua irmã gêmea Mimmy, que aprendem lições de vida. Cada DVD contém seis episódios com foco em questões como aprender a falar ao telefone, limpar um quarto bagunçado e jogar bem. A produção foi geralmente bem revisada, com os espectadores satisfeitos tanto pela qualidade da produção quanto pelo conteúdo educacional. O OVA têm 12 segmentos que foram exibidos em 1974, mas que estavam perdidos até 2012:
  - 1. Going to The Bathroom
  - 2. Changing Our Clothes
  - 3. Eating Nicely
  - 4. I Can Share With Friends
  - 5. Sleeping By Ourselves
  - 6. Saying I'm Sorry
  - 7. Cleaning My Mess
  - 8. Replying Properly
  - 9. Talking On the Phone
  - 10. Let's Play Together
  - 11. It's Fun to Help
  - 12. Eating Our Vegetables

- The World of Hello Kitty é uma série animada está em produção para 2021. A produção está sendo desenvolvida pela Watch Next Media, em parceria com a Sanrio, e a francesa Monello Productions. Com episódios de 11 minutos, a série tem estreia prevista para o primeiro trimestre de 2021.

## Série live-action
Hello Kitty's Paradise [ja] foi um programa infantil de live-action de longa duração que foi ao ar na TXN de janeiro de 1999 a março de 2011. Foi o programa de televisão infantil mais antigo da história do canal. Em janeiro de 2011, os criadores do programa concordaram em encerrar a série após doze temporadas, com o último episódio sendo transmitido em 29 de março de 2011.

## Websérie
Em agosto de 2018, a Sanrio começou a transmitir uma série animada em CGI no YouTube. Ele apresenta Hello Kitty falando para a câmera sobre sua vida no estilo de vlog de youtubers virtuais.

## Jogos eletrônicos
Hello Kitty é protagonista de diversos jogos eletrônicos, mas poucos saíram do Japão:
- Hello Kitty: Happy Party Pals (Nintendo Game Boy Advance, THQ / Webfoot Technologies)
- Hello Kitty: Roller Rescue (Microsoft Xbox, Sony PlayStation 2, Nintendo GameCube, PC)
- Hello Kitty World (Famicom)
- Hello Kitty no Ohanabatake, a Hello Kitty's kaly flower shop! (Famicom)
- Hello Kitty's Cube Frenzy (Nintendo Game Boy Color, PlayStation)
- Hello Kitty Sweet Adventure (Nintendo Game Boy Color)
- Hello Kitty Beads Factory (Nintendo Game Boy Color)
- Hello Kitty: Bubblegum Girlfriends (PC)
- Hello Kitty: Cutie World (PC)
- Hello Kitty Dream Carnival (PC)
- Hello Kitty Football Cup (PC)
- Hello Kitty Happy Party Pals (Game Boy Color)

## Músicas
Hello Kitty tem sua própria compilação musical, Hello World, apresentando artistas como Keke Palmer, Cori Yarckin e Ainjel Emme. Hello Kitty também é selecionado pela AH-Software como base de sua música Nekomura Iroha (猫村いろは, Nekomura iroha) no Vocaloid, para celebrar o 50° aniversário de Sanrio. A cantora e compositora Avril Lavigne grava uma música chamada "Hello Kitty" em seu quinto álbum em 2013. A música é mal recebida pela imprensa especializada. Músico Yoshiki revelou a música-tema da Hello Kitty, "Hello Hello" em novembro de 2014 no primeiro Hello Kitty Con. Yoshiki, quem foi a primeira celebridade a ter sua própria boneca Hello Kitty, a "Yoshikitty" em 2009, Foi abordado por Yamaguchi para compor a canção sete anos antes.

## Publicações
Hello Kitty tinha dois mangás em série Ribon, uma revista em formato shōjo. Hello Kitty Doki funcionou de maio de 2007 a abril de 2008, e Hello Kitty Peace foi lançado em Junho de 2008.
Em março de 2016, a Sanrio lançou um webcomic apresentando Hello Kitty como um super-heroína com tema chamado "Ichigoman" (ichigo que significa morango), que luta contra monstros com a ajuda dela robô gigante. O webcomic é criado por Toshiki Inoue e Shakua Sinkai e é atualizado uma vez por mês. O alter-ego Ichigoman é originário de uma exposição de 2011 da obra de arte de Yuko Yamaguchi.

## Filmes
Havia três filmes do anime Hello Kitty anime lançado no Japão. Hello Kitty: Cinderella lançado em 1987, Hello Kitty no Oyayubi Hime lançado em 1990 e Hello Kitty no Mahō no Mori no Ohime-sama lançado em 1991.
Em 3 de julho de 2015, Sanrio anunciou um longa-metragem cinematográfico Hello Kitty para 2019.